# کامبس
کامبس (به آلمانی: Cambs) یک شهر در آلمان است که در لودویگسلوست-پارشیم واقع شده‌است. کامبس ۷۳۴ نفر جمعیت دارد.

## نگارخانه

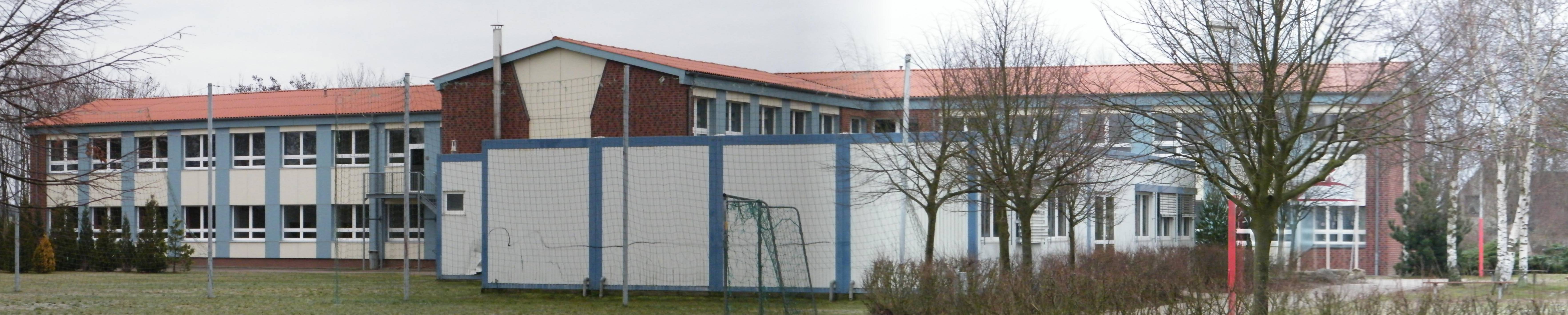
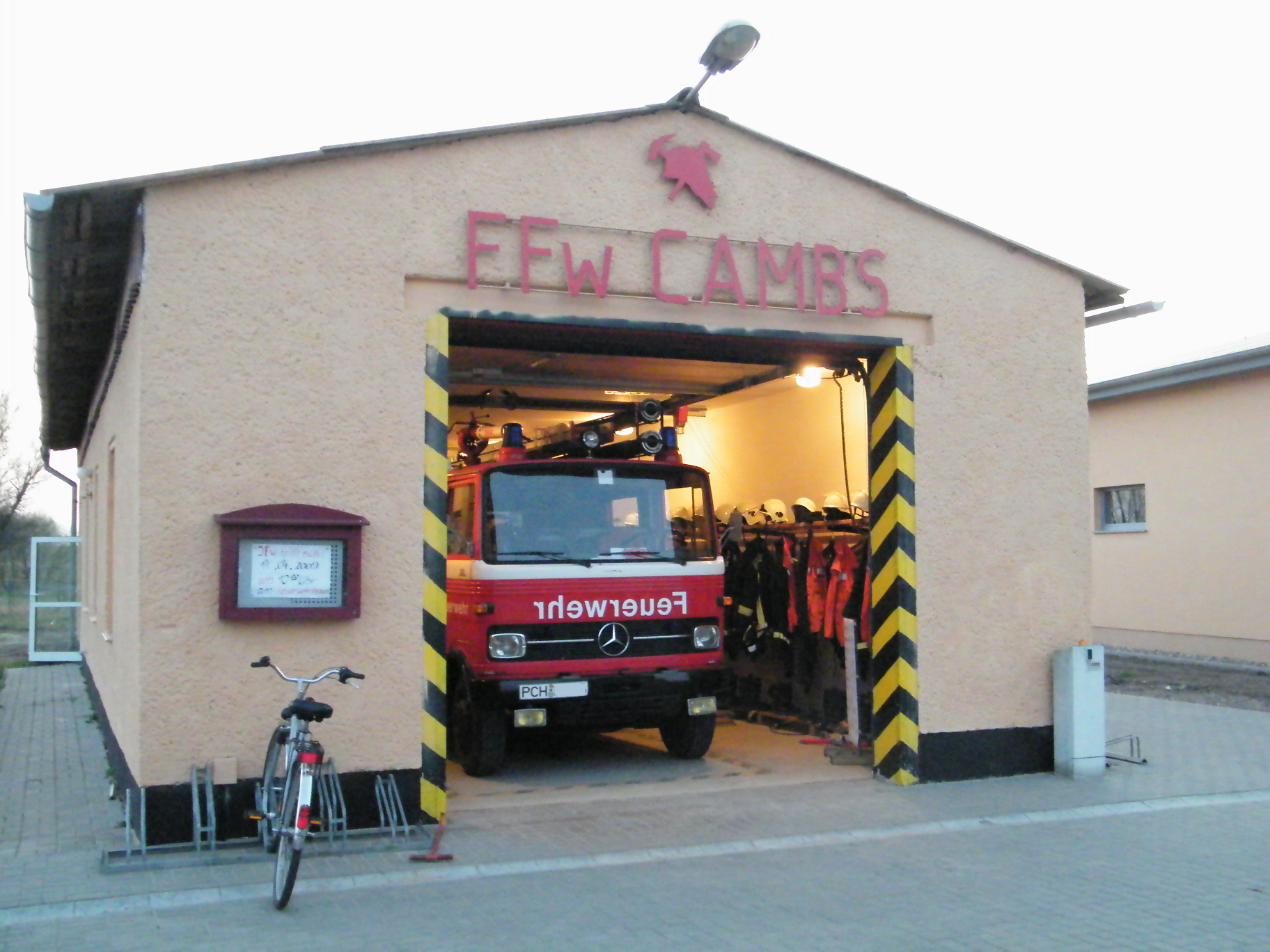
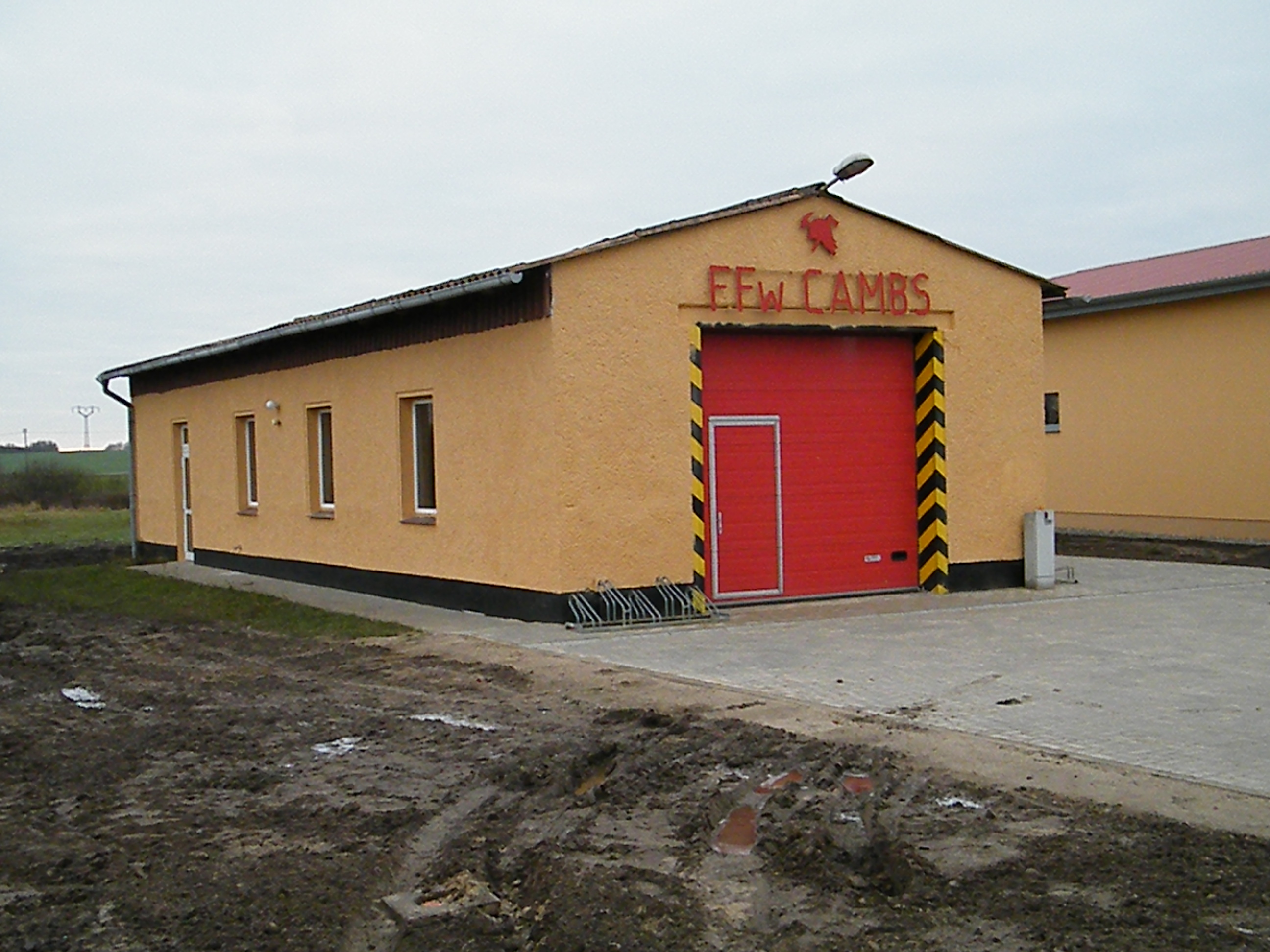
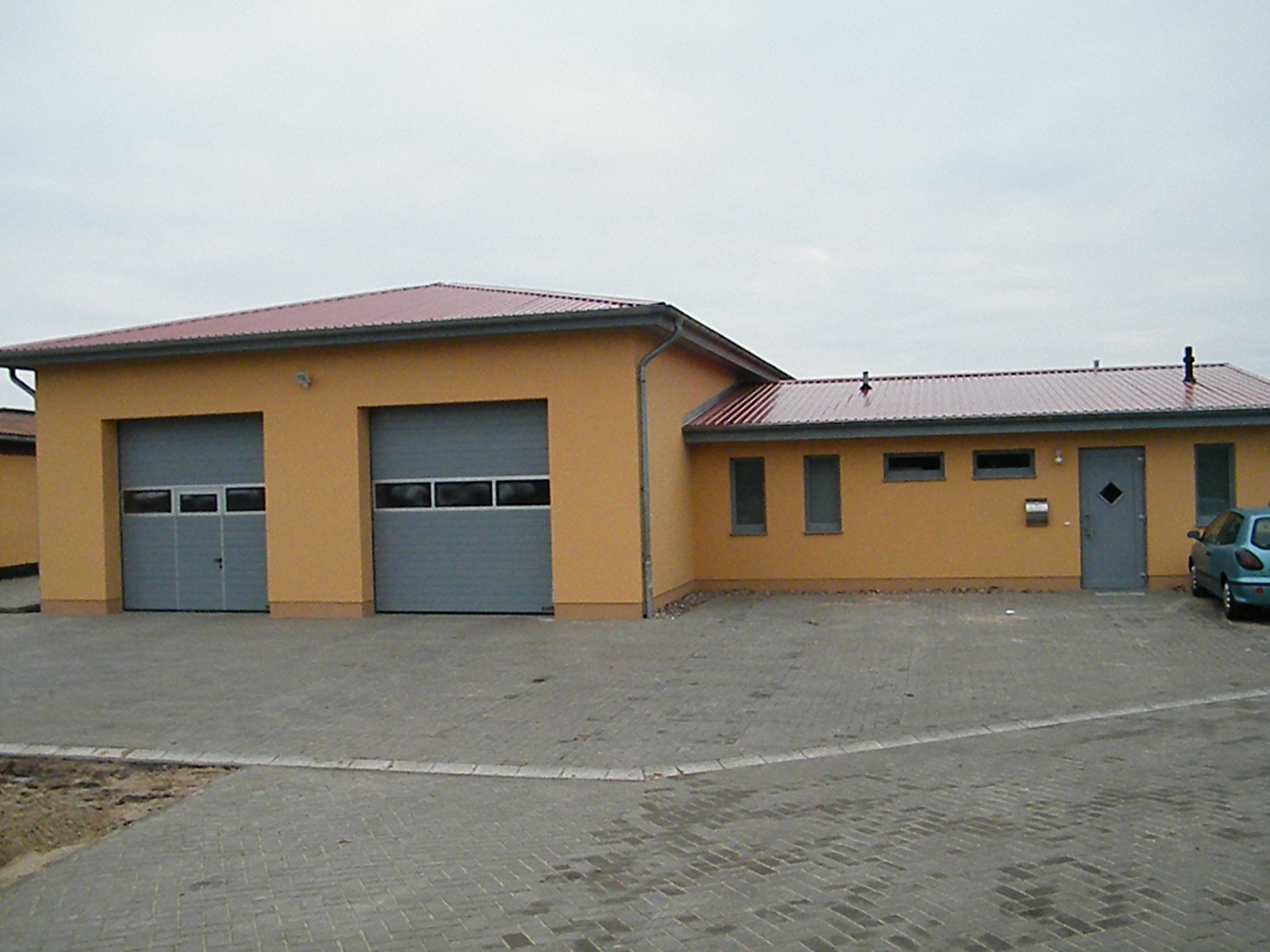
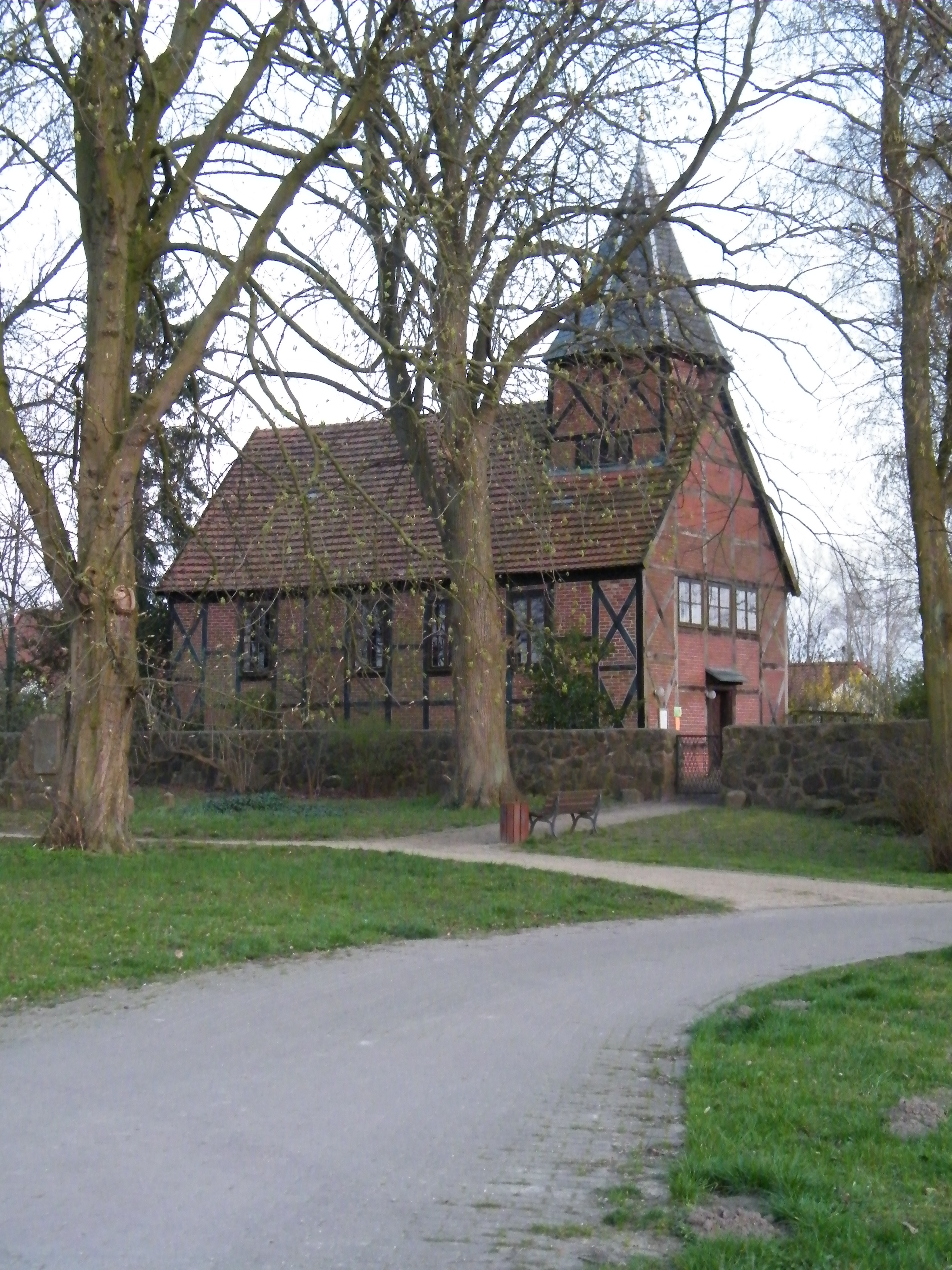